# 斯文·马森
斯文·马森（丹麥語：Svend Madsen，1897年3月17日—1990年9月10日），丹麦男子竞技体操运动员。他曾代表丹麦获得1920年夏季奥运会体操比赛男子团体自由式金牌。他于1990年在根措夫特去世。